# Kate Marvel
Kate Marvel est une climatologue et rédactrice scientifique américaine basée à New York. Elle est chercheuse scientifique associée au Goddard Institute for Space Studies et au Département de physique appliquée et de mathématiques de Columbia Engineering, et écrit régulièrement pour Scientific American dans sa chronique « Hot Planet ».

## Formation et début de carrière
Marvel fréquente l'université de Californie à Berkeley, où elle obtient son baccalauréat ès arts en physique et astronomie en 2003. Elle obtient son doctorat en 2008 en physique théorique de l'université de Cambridge en tant que boursière Gates et membre du Trinity College. Après son doctorat, elle se tourne vers la science du climat et l'énergie en tant que boursière postdoctorale en sciences au Centre pour la sécurité et la coopération internationales de l'Université Stanford et à la Carnegie Institution du Département d'écologie mondiale,. Elle poursuit cette trajectoire en tant que boursière postdoctorale au laboratoire national Lawrence Livermore avant de rejoindre la faculté de recherche du Goddard Institute for Space Studies et de l'Université de Columbia,.

## Recherche
Les recherches actuelles[Quand ?] de Marvel se concentrent sur la modélisation du climat pour mieux prédire l'augmentation de la température de la Terre à l'avenir,,. Ce travail a conduit Marvel à étudier les effets de la couverture nuageuse sur la modélisation de la hausse des températures, qui s'est avérée être une variable importante dans les modèles climatiques, Les nuages peuvent jouer un rôle à double tranchant dans l'atténuation ou l'amplification du taux de réchauffement climatique. D'une part, les nuages renvoient l'énergie solaire dans l'espace, servant à refroidir la planète ; d'autre part, les nuages peuvent piéger la chaleur de la planète et la renvoyer à la surface de la Terre. Bien que les modèles informatiques aient du mal à simuler les modèles changeants de la couverture nuageuse, des données satellitaires améliorées peuvent commencer à combler les lacunes,.
Marvel a également documenté les modèles changeants d'humidité du sol à partir d'échantillons prélevés dans le monde entier, en les combinant avec des modèles informatiques et des archives d'anneaux d'arbres, pour modéliser les effets de la production de gaz à effet de serre sur les modèles de sécheresse mondiale,,. Dans cette étude, publiée dans la revue Nature en mai 2019, Marvel et ses collègues ont pu distinguer la contribution de l'homme des effets des variations naturelles du temps et du climat. Ils ont trouvé trois phases distinctes de sécheresse dans les données : une empreinte humaine claire sur les niveaux de sécheresse dans la première moitié du XXe siècle, suivie d'une diminution de la sécheresse de 1950 à 1975, suivie d'une augmentation finale des niveaux de sécheresse dans le années 1980 et au-delà. La diminution de la sécheresse au milieu du siècle est corrélée à l'augmentation des émissions d'aérosols, qui contribuent à l'augmentation des niveaux de smog qui peuvent avoir réfléchi et empêché la lumière du soleil d'atteindre la Terre, modifiant ainsi les schémas de réchauffement. L'augmentation subséquente de la sécheresse est corrélée à la diminution de la pollution atmosphérique mondiale, qui s'est produite dans les années 1970 et 1980 en raison de l'adoption de lois comme la Clean Air Act des États-Unis, suggérant que la pollution par les aérosols pourrait avoir eu un effet modérateur sur la sécheresse.
Marvel a également étudié les limites pratiques des énergies renouvelables en tant que chercheur postdoctoral à la Carnegie Institution for Science,. Lors de la conférence TED de 2017, à la suite du discours du théoricien de l'informatique Danny Hillis proposant des stratégies de géo-ingénierie pour atténuer le réchauffement climatique, Marvel a été amenée sur scène pour expliquer pourquoi elle pense que la géo-ingénierie peut causer plus de mal que de bien à long terme.

## Engagement public
Kate Marvel est une vulgarisatrice scientifique dont les efforts se concentrent sur les impacts du changement climatique. Elle a été invitée à des émissions scientifiques populaires telles que « StarTalk » et « BRIC Arts Media TV », parlant de son expertise en matière de changement climatique et de la nécessité d'agir sur le climat,. Elle évoque également son parcours pour devenir scientifique pour la série de contes inspirés par la science « The Story Collider ». Marvel est également apparu sur la scène principale de TED, donnant une conférence à la conférence TED de 2017 sur l'effet à double tranchant que les nuages peuvent avoir sur le réchauffement climatique. L'écriture de Marvel a été présentée dans « On Being » et « Nautilus ». Elle contribue régulièrement à Scientific American avec sa chronique « Hot Planet »,,. La chronique a été lancée en juin 2018 et se concentre sur le changement climatique, couvrant la science derrière le réchauffement climatique, les politiques et les efforts humains en matière de plaidoyer. Marvel a contribué à « All We Can Save », une collection d'essais rédigés par des femmes impliquées dans le mouvement climatique,.